# Canto do Buriti
Canto do Buriti este un oraș în Piauí (PI), Brazilia.